# Place Claude-Érignac
Pour la place de Paris, voir Place du Préfet-Claude-Érignac.
La place Claude-Érignac est une voie de la commune française d'Ajaccio (Corse-du-Sud), en Corse.

## Situation et accès
La place est située dans le quartier Octroi-Sainte Lucie, à proximité de la gare d'Ajaccio et du Cours Napoléon.

## Origine du nom
Elle porte le nom du préfet de Corse Claude Érignac. C'est en ce lieu, à l'époque situé rue du Colonel-Colonna-d'Ornano, que le préfet fut assassiné par des nationalistes corses le 6 février 1998.

## Historique
Pour aménager la place, un bâtiment situé rue du Colonel-Colonna-d'Ornano a été détruit pour l'occasion.
Elle est inaugurée le 6 février 2018 par le président de la République française Emmanuel Macron,
20 ans jour pour jour après l'assassinat de Claude Érignac, sur le lieu même de l'attentat.